# Dominik Huyện
Św. Dominik Huyện (wiet. Ðaminh Huyện) (ur. ok. 1817 w Đông Thành, prowincja Thái Bình w Wietnamie, zm. 5 czerwca 1862 w Nam Định) – męczennik, święty Kościoła katolickiego.
Dominic Huyện urodził się w Đông Thành, prowincja Thái Bình. Był rybakiem i ojcem rodziny. Podczas prześladowań został aresztowany i spędził w więzieniu 9 miesięcy. Nawet tortury nie zmusiły go do podeptania krzyża. Został stracony 5 czerwca 1862 r. razem z Dominikiem Toại.
Dzień wspomnienia: 24 listopada w grupie 117 męczenników wietnamskich.
Beatyfikowany 29 kwietnia 1951 r. przez Piusa XII. Kanonizowany przez Jana Pawła II 19 czerwca 1988 r. w grupie 117 męczenników wietnamskich.